# Joeri Boedanov
Joeri Dmitrievitsj Boedanov (Russisch: Ю́рий Дми́триевич Буда́нов, 24 november 1963 – 10 juni 2011) was een Russisch officier die werd veroordeeld door een Russische rechtbank voor kidnapping en moord in Tsjetsjenië tijdens de Tweede Tsjetsjeense Oorlog. 
Boedanov was een zeer omstreden figuur in Rusland: ondanks zijn veroordeling werd hij door de Russische publieke opinie gesteund. Tegelijkertijd was hij gehaat in Tsjetsjenië, zelfs door pro-Russische Tsjetsjenen. In december 2008 stemde de Russische rechtbank in met zijn vervroegde vrijlating. Na acht jaar cel (hij werd veroordeeld tot tien jaar cel) werd hij vrijgelaten op 15 januari 2009 onder voorwaarden.
Op 10 juni 2011 werd Boedanov doodgeschoten in Moskou.

## Proces

### Ontvoering, verkrachting, moord
Na vele protestacties van mensenrechtenorganisaties en Tsjetsjenen werd Boedanov vervolgd voor ontvoering, verkrachting (dit viel later echter weg) en de moord op Elza Koengaeva, een achttienjarige Tsjetsjeense vrouw. Boedanov beschuldigde haar ervan een sluipschutter te zijn voor de Tsjetsjeense rebellen die zijn eenheid aanvielen. Hij gaf toe dat hij haar had vermoord in een woedeaanval, maar ontkende de verkrachting. 

### Tenlasteleggingen
Boedanov werd beschuldigd van ontvoering met de dood tot gevolg, misbruik van machtspositie met geweld dat heeft geleid tot serieuze gevolgen, en de moord op de ontvoerde. Er waren echter geen tenlasteleggingen voor de slagen en verwondingen en de martelingen. Hij werd ook beschuldigd van diverse andere misdrijven, zoals lagere officieren bedreigen met een wapen. 
Boedanov beweerde dat hij Koengaeva had vastgehouden omdat hij haar ervan verdacht een sluipschutter te zijn en dat hij haar had vermoord tijdens het verhoor. Het onderzoek wees echter uit dat geen enkel familielid op enige wijze had vermoed dat ze betrokken was in anti-Russische activiteiten.
Boedanov gebruikte zijn positie en een gevechtsvoertuig om Koengaeva uit haar woning te verwijderen en hield haar vast in een militaire basis. Aldus werd hem machtsmisbruik met geweld dat heeft geleid tot serieuze gevolgen ten laste gelegd, wat strafbaar is met drie tot tien jaar cel.

### Geen tenlastelegging voor verkrachting
Een forensisch arts, een kapitein in het Russisch leger, vond drie tranen in het maagdenvlies van Koengaeva en een in het slijmvlies van haar endeldarm. Volgens de verslagen werd ze zowel anaal als vaginaal gepenetreerd door een bot voorwerp juist voor haar dood.
Drie van Boedanovs ondergeschikten, sergeanten Li En Shou en Grigoriev en soldaat Jegorev werden hier verantwoordelijk voor geacht. Hen werd echter amnestie verleend door de amnestiewet van 26 mei 2000.

### Proces
Boedanov claimde dat Jahjajev, een ambtenaar in de gemeentelijke administratie, hem een foto had gegeven waarop Tsjetsjeense sluipschutters waren afgebeeld. Jahjajev stelde echter dat hij geen zo'n foto had gegeven aan Boedanov. 
In een omstreden beslissing werd Boedanov op 31 december 2002 eerst niet schuldig bevonden wegens tijdelijke ontoerekeningsvatbaarheid en werd hij opgenomen in een psychiatrisch ziekenhuis om verdere testen af te wachten. 
Echter, het Russisch Hooggerechtshof verbrak deze beslissing en beval een nieuwe rechtszaak. Op 25 juli 2003 werd Boedanov veroordeeld tot tien jaar cel.

## In de gevangenis
Op 21 september 2004 verleende Sjamanov gratie aan Boedanov. Hij zou ook zijn militaire rangen en onderscheidingen terugkrijgen. Deze beslissing veroorzaakte grootschalige verontwaardiging doorheen heel Tsjetsjenië. 
In februari 2006 werd aangekondigd dat Boedanov vervroegd vrijgelaten zou kunnen worden voor goed gedrag. De Tsjetsjeense sectie van Verenigd Rusland maakte hiertegen bezwaar bij de Doema. Diezelfde maand werd Boedanov overgeplaatst naar een gevangenis met een soepeler regime. 
Op 26 december 2008 stond de rechtbank een vervroegde vrijlating toe. Slachtoffers probeerden onsuccesvol deze beslissing te bevechten. Hij werd vrijgelaten op 15 januari 2009. De beslissing werd bekritiseerd door de Tsjetsjeense ombudsman inzake mensenrechten, Noerdi Noechazjijev, die Russische rechters ervan beschuldigde dubbele standaarden te hanteren wanneer het aankwam op Russen en Tsjetsjenen. 
De advocaat van de Koengaevfamilie, Stanislav Markelov, die een last-minute beroep had proberen in te stellen tegen de vrijlating, werd samen met Anastasia Baboerova, een journaliste voor Novaja Gazeta, neergeschoten op 19 januari 2009. De moord werd afgedaan als niets te maken hebbend met deze zaak.

## Moord
Boedanov werd omstreeks 11:30 vermoord in Moskou op 10 juni 2011. Zes gedempte schoten werden gelost, waarvan vier in zijn hoofd. Volgens Russische politieonderzoekers ging het om een zorgvuldig geplande moord en om bloedwraak. 
Op 7 mei 2013 werd Joesoep Temirchanov veroordeeld voor Boedanovs moord tot vijftien jaar cel. Volgens onderzoek was zijn motief wraak voor zijn vader, die vermoord werd tijdens de Tweede Tsjetsjeense Oorlog. Hij stierf in augustus 2018 terwijl hij zijn straf uitzat. Temerchanov wordt door vele Waynakhs gezien als een held. Ramzan Kadyrov prees Temerchanov en noemde hem een "held van het volk".